# Conde de Alentém
Conde de Alentém foi um título nobiliárquico criado em 24 de Março de 1890 pelo rei D. Carlos I de Portugal a favor de António Barreto de Almeida Soares de Lencastre. O mesmo nobre já tinha sido, em 3 de Setembro de 1874, agraciado pelo rei D. Luís I de Portugal com o título de Visconde de Alentém. Ambos os títulos foram concedidos em vida do 1.º titular. O título de visconde de Alentém não foi renovado. Depois do falecimento do 3.º conde o título de conde de Alentém não voltou a ser renovado.

## Condes de Alentém
1. António Barreto de Almeida Soares de Lencastre (1835-1897), 1.º Visconde e Conde de Alentém
2. Cristóvão de Almeida Soares de Lencastre (1862-1920), 2.º Conde de Alentém; sem geração

Após a implementação da República e o fim do sistema nobiliárquico, tornou-se pretendente ao título António Barreto de Almeida Soares de Lencastre (1872-1935), irmão do antecessor.